# Bucintoro
Il Bucintoro era la galea di Stato dei Dogi della Repubblica di Venezia, sulla quale si imbarcavano ogni anno nel giorno dell'Ascensione per celebrare il rito dello sposalizio del Mare.

## Origine del nome
Il nome bucintoro, secondo il Sanudo ed altri, deriverebbe dal veneziano buzino d'oro (burcio d'oro), latinizzato nel Medioevo come bucentaurus, nome di un'ipotetica creatura mitologica simile al centauro ma con corpo bovino. Questo ha portato qualcuno a sostenere che il nome derivasse da una testa bovina utilizzata come polena della galea, ma l'ipotesi è erronea: il nome bucentaurus non esiste nella mitologia greca, e la polena dei Bucintori (come appare nei dipinti che li raffigurano) è Venezia sotto forma di Giustizia. Queste interpretazioni sono in realtà corrività vecchie di molti secoli, cioè già comuni nel Rinascimento; infatti se, invece di rifarci alla storiografia, la quale, specie quando antica e medievale, narra gli eventi storici in un modo inevitabilmente alquanto impreciso e incompleto, si va piuttosto a leggere i documenti e gli atti pubblici del medioevo veneziano che ci sono rimasti, ci si può facilmente rendere conto che quel vascello dogale è in realtà in lt. chiamato costantemente navis Bucinatoria e in nessun altro modo; questo significa che in origine si trattava di un’imbarcazione dalla quale i bucinatores, ossia i suonatori di buccina, segnalavano alla gente di Venezia l’arrivo del Doge; ecco per esempio l’episodio del doge Giovanni Mocenigo che nel 1483 si imbarca nel Bucintoro per andare a ricevere Renato duca di Lotaringia, come allora si usava per i personaggi di qualità in procinto di giungere a Venezia:
... cui intranti urbem Venetias maximi honores impensi fuerunt; nam Johannes dux cum suis proceribus navi Bucinatoria obviam profectus est et palatium illi marchionis paratum fuit.
Il 10 gennaio 1484 il Maggior Consiglio veneziano deliberò che si inviasse il Bucintoro a ricevere alcuni importanti personaggi che stavano arrivando a Venezia in occasione di un grande torneo che si stava preparando; si trattava di Leone, figlio di Ludovico Sforza, della consorte di Roberto di Sanseverino, e di Giulio da Camerino, governatore generale degli armigeri veneziani:
Convenit dignitati Dominij nostri in hoc adventu ad hastiludium fiendum domini Leonis filij Illustrissimi domini Ludovici Sfortie, nec non Consortis Illustrissimi domini Roberti Sanseverinatis : et item domini Julij de Camerino Gubernatoris generalis gentium armigerarum nostrarum prosequi eorum Excellentias omni possibili et convenienti honore: Iccirco, si metterà ai voti), Vadit pars, quod predictis dominis Leoni et Julio procedit obviam dominium nostrum cum Bucinatoria navi comitatum nobilibus iuxta consuetum. Et cum eadem navi accedat itidem dominium nostrum obviam Consorti predicti Illustris simi domini Roberti cum eo maiori numero matronarum optime instructarum qui possibilis sit.
Poiché era in arrivo dunque anche una nobildonna di gran qualità, la società dei nobili veneziani era tenuta a inviare ad incontrarla anche un buon numero di matrone veneziane:
… Que quidem Societas invitare et ducere debeat matronas tam in Bucinatoriam navim, quam ad festum predictum et quilibet sociorum teneatur pro eo die deponere vestes et habitus lugubres. (Ib.)
Nel 1492 il patriarca di Venezia cardinale Maffio II Girardi, monaco camaldolese di San Michele di Murano, il quale era stato eletto a quel ministero nel lontano aprile del 1466, fu invitato a Roma per partecipare al conclave in cui sarebbe stato eletto al papato Roderigo Borgia con il nome di Alessandro VI. Morì durante il viaggio di ritorno da Roma, ma nel frattempo il Senato aveva il 10 settembre già deliberato che lo si andasse a ricevere con il Bucintoro:
… Si proceda a deliberare che il serenissimo doge debba andare incontro con la nave Bucinatoria e con i soliti battelli incontro al predetto reverendissimo cardinale. Si comandi ai nostri direttori dell’arsenale che usino ogni diligenza nel rendere più atta la nostra predetta Bucinatoria, la quale a causa della sua vetustà non poteva restare sull’acqua più a lungo e già da non pochi giorni si è dato inizio al suo riattamento (Vadit pars quod serenissimus princeps ire obviam debeat cum navi Bucinatoria praefato reverendissimo cardinali cum palischermis solitis. Praecipiaturque patronis nostris arsenatus, quod apponant omnem diligentiam in aptari faciendo nostram Bucinatoriam praedictam, quae ex illius vetustate amplius super aquam stare non poterat, et jam nonnullis diebus datum est initium aptamento illius.)
Si veda poi quanto a tal proposito e nello stesso secolo scriveva il politico e storico veneziano Bernardo Giustiniano nel suo De origine:
... Il doge s’imbarcava nel Bucentauro con tutta la nobiltà, essa è la nave dogale. Con vocabolo latino non pochi la interpretano ‘Bucinatoria’. Io non saprei spiegare a cosa si debba che la nave più grande di tutte, adibita a trasportare il doge e la pubblica sovranità, sia chiamata ‘Nave dei Bucinatori (Dux omni cum nobilitate Bucentaurum conscendebat: Navis ducalis ea est: Bucinatoriam latino vocabulo eam nonnulli interpretantur. Nescio an probari hoc debeat navem omnium maximam, quae Ducem majestatemque publicam veheret, navem Bucinatorum appellatam.)
Il Giustinian si poneva quella domanda anche perché ai suoi tempi i bucinatores erano stati ormai da secoli sostituiti da trombettieri, mentre in origine si era con ogni probabilità preferito in queste occasioni l’uso della militare buccina (lt. bucina; gra. [ἰ)βῠϰάνε; grb. ίβύϰινον] a quello della tuba (gr. σάλπιγξ) e ciò perché quella, strumento a fiato in dotazione solo agli stati maggiori degli eserciti, aveva un suono più potente e autorevole. Vero è che le denominazioni popolari Bucintoro a Venezia e Oroburchio a Ferrara erano già allora le più comuni – anche se quello ferrarese, dalla descrizione del bizantino Giorgio Franzes, appare esser stato più un grosso veliero treponti che un grande vascello remiero qual era invece quello veneziano. Solo a partire appunto dal Quattrocento il nome si comincerà a travisare anche in bucintaurus e vedi a tale proposito A. Gabrieli, Libellus hospitalis munificentiae venetorum etc. Venezia, 1º settembre 1502 e P. Marcello, Vite de’ prencipi di Vinegia etc. Venezia, 1588. Sembra dunque che il nome Bucintoro non abbia avuto originariamente alcuna attinenza né con i termini marinari, in particolare con il vn. burchio o con lo sp. buque, né con le ricche dorature che adornavano quel vascello; e nemmeno era quindi da ritenersi dovuto alla grande figura femminile, molto più completa di una semplice polena, che troneggiava sulla sua prua e che rappresentava la Giustizia di Venezia, ricordando quindi per tale conformazione vagamente a taluni, come per esempio al predetto Bernardo Giustiniano, il bucentaurus (dal bizantino βουϰένταυρος, ‘il centauro-bue, il gran centauro’), figura fantastica della tarda classicità immaginata sulla falsariga di quella del centauro.; appare inoltre questa prima interpretazione etimologica fatta dai veneziani impensata e disconosciuta dagli stessi bizantini, visto che la storpiavano in Puzidoro (… ϰατὰ τὴν ἐϰείνων πουτζιδῶρον ϰαλούμενον).
Il vascello cerimoniale non era comunque un’invenzione medievale né tanto meno veneziana, infatti ne esistevano gìà nell’antichità e per esempio, come leggiamo nel Suida, nell’Atene di Alcibiade, cioè in quella del V secolo avanti Cristo, ne era usato uno che si chiamava Pàralos ed era appunto impiegato in cerimonie di carattere sia civile sia religioso, sia scenico sia sacrificale; era un grosso vascello remiero che, proprio per esigenze pubbliche, si inviava anche in località extra-urbane, essendo scortata in quei casi da una veloce trireme armata di nome Salaminìa; secondo altri la Salaminìa aveva invece compiti suoi propri, essendo adoperata in missioni di carattere non cerimoniale bensì di significato politico-giuridico.
Si prese comunque a Venezia a chiamare popolarmente bucintoro qualsiasi grande e sontuosa imbarcazione privata nobiliare usata in ambito lagunare o fluviale. Du Cange cita dalla cronaca del doge Andrea Dandolo (morto nel 1354):
(Charles du Fresne, sieur du Cange)
Come si vede, nella frase sono nominate due diverse imbarcazioni chiamate Bucintoro (ib.)

## Storia e caratteristiche
Il Bucintoro aveva sede nell'Arsenale di Venezia, dapprima in un bacino, come attestato dalla pianta di Jacopo de Barbari del 1500, in seguito in un apposito scalo coperto, detto Casa del Bucintoro, dove la nave era conservata all'asciutto e priva degli addobbi. Prima di essere utilizzato il Bucintoro veniva accuratamente calafato, per ripristinare l'impermeabilità dello scafo, e riaddobbato. Ai remi erano per esclusivo privilegio gli operai dell'Arsenale, detti Arsenalotti, mentre il comando spettava all'Ammiraglio dell'Arsenale, coadiuvato da prua dall'Ammiraglio del Lido, che verificava la rotta, e da poppa dall'Ammiraglio di Malamocco, che sovrintendeva al timone.

### Il Bucintoro delle origini
Venne utilizzato nelle cerimonie pubbliche gìa dal doge Pietro Tradonico nel lontano 836, epoca alla quale si possono, quindi, far risalire le più antiche attestazioni in assoluto. Le forme e le decorazioni di questo primo periodo erano molto particolari, come testimoniano la piattezza della nave e il suo trainamento a rimorchio.

### Il Bucintoro duecentesco
Una delle più antiche notizie certe relative al Bucintoro risale al 1253, citato nella promissione del doge Renier Zeno. Da questo momento le attestazioni sono molteplici. Dagli inizi del Quattrocento assume la caratteristica struttura che conserverà nei secoli successivi. Dall'Ongaro scrive nel suo Il Bucintoro , estratto dalla Nuova Antologia, edizione 1866, che nel registro De' Procuratori del 1289 si usò per la prima volta la parola Bucentaureum.

### Il Bucintoro trecentesco
Altro bucintoro è citato nel 1311, citato promissione ducale del doge Marino Zorzi. L'imbarcazione si presentava già con le sue tipiche caratteristiche: due ponti, uno per i rematori e uno di rappresentanza, sovrastato dal tiemo, la peculiare copertura a volta con ampie aperture laterali, tale da ricreare sulla nave una vasta sala destinata alle autorità, sopraelevata verso poppa, nella zona destinata al trono ducale. La prua già reca una grande statua raffigurante Venezia nelle vesti della Giustizia.

### Il Bucintoro cinquecentesco
Un nuovo e ancor più grande Bucintoro venne varato nel 1526, in sostituzione del precedente, oramai vetusto. anche questa nave presentava come la precedente, i due speroni prodieri, simili a quelli delle galee, caratteristici poi delle versioni successive. Questo Bucintoro si presentava più grande e riccamente decorato del precedente e la grande statua della giustizia è giunta sino ai nostri giorni ed è attualmente conservata nel Museo Storico Navale di Venezia. Anche in questo Bucintoro la copertura, il tiemo, era mobile.

### Il Bucintoro seicentesco
Nel 1601 venne avviata la costruzione di un'ulteriore versione della nave, varata nel 1606, per la prima Sensa del doge Leonardo Donà. Ancor più grande del precedente, questo Bucintoro presentava, nella zona di poppa, luogo dove sedeva il doge, un tiemo sopraelevato. La zona di prua veniva lasciata priva di copertura per consentire una più agile esposizione delle insegne dogali (vessilli e trombe d'argento) e culminava con la polena in forma di Giustizia. Gli autori degli intagli furono gli scultori bassanesi Agostino e Marcantonio Vanini.

### Il Bucintoro settecentesco
L'ultimo dei Bucintoro venne commissionato dal Senato nel 1719 e consegnato nel 1729. Fu soggetto di numerosissimi dipinti dei vedutisti veneziani del Settecento. Sopravvisse sino alla caduta della Repubblica e all'occupazione francese del 1797, quando fu anch'esso oggetto delle spoliazioni napoleoniche; venne infine distrutto dai francesi il 9 gennaio 1798, in spregio verso l'abolita Repubblica e i sopraggiungenti austriaci, ma soprattutto per ricavarne l'oro delle decorazioni, arse sull'isola di San Giorgio Maggiore. Lo scafo venne convertito in cannoniera e quindi in prigione galleggiante con il nome di Hydra. Alcuni resti sono conservati nel Museo Correr e nell'Arsenale, dove si trova inoltre un modello in scala, realizzato nell'Ottocento dagli addetti alla demolizione dello scafo, su mandato dell'ammiraglio marchese Amilcare Paulucci delle Roncole.
L'unico esemplare originale al mondo sopravvissuto è quello appartenuto ai Savoia realizzato fra il 1729 e il 1731 nei cantieri navali di Venezia, sotto la supervisione di Filippo Juvarra; attualmente si trova nella Reggia di Venaria a Torino.

## Il nuovo Bucintoro

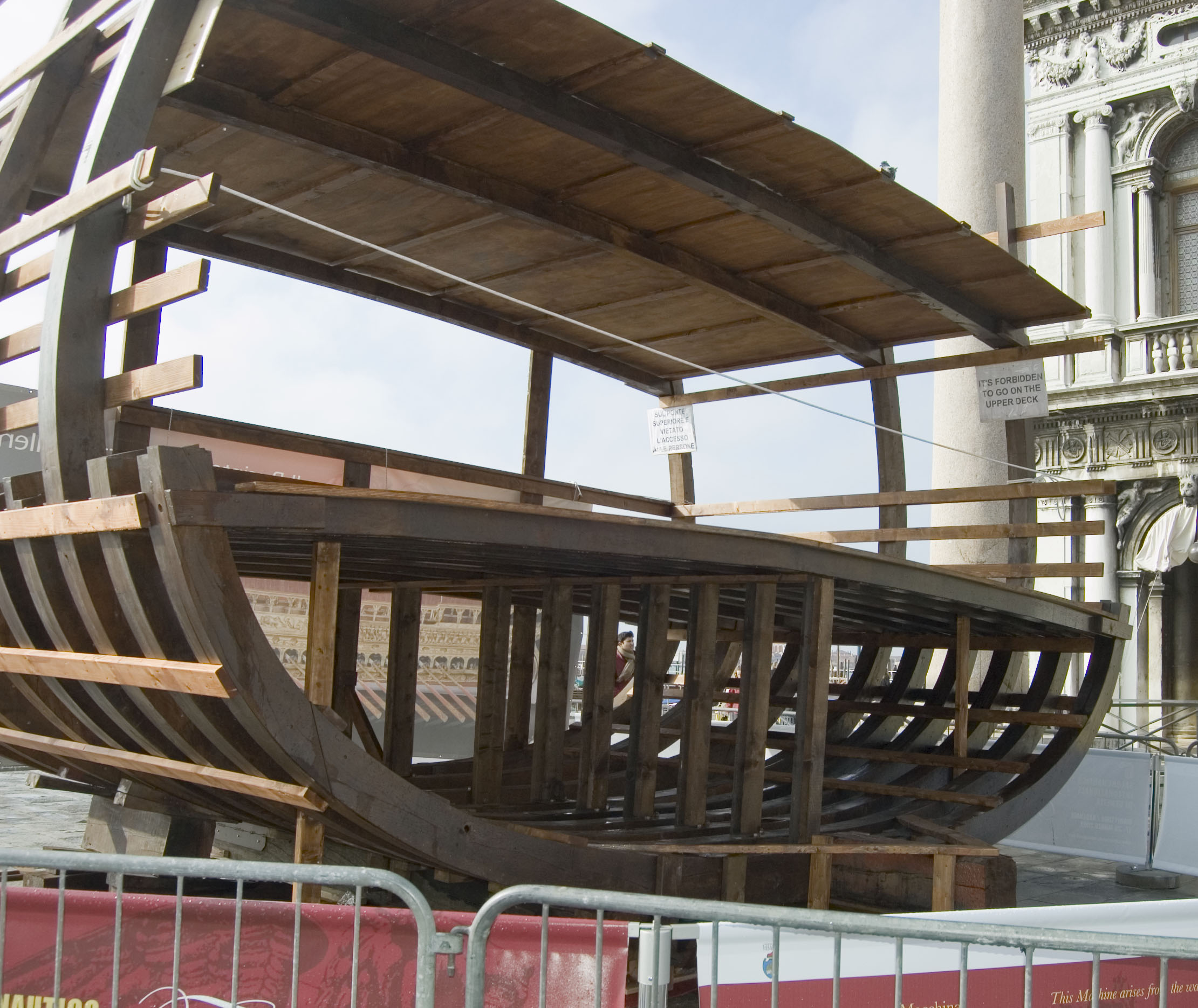
Una delle sezioni costruite del nuovo Bucintoro, durante un'esposizione al pubblico in Piazza San Marco nel 2015

Il 22 ottobre 2004, con la costituzione della Fondazione Bucintoro, viene avviato un progetto per la costruzione del sesto Bucintoro della storia, con ispirazione all'estetica del Bucintoro settecentesco e, come avvenuto pure nelle costruzioni precedenti, arrecante il massimo dell'evoluzione tecnologica del suo tempo.
La prima sezione costruita è stata realizzata con parte dei seicento tronchi di rovere, abete e pino rosso provenienti dalle foreste dell'Aquitania, donate dalla Francia per la costruzione della nave.
L'imbarcazione è costruita tenendo presente i progetti e le varie fonti diaristiche e pittoriche giunte in epoca contemporanea. La realizzazione dell'opera è stata avviata nei cantieri dell'Arsenale, nell'antica Tesa tre delle Galeazze.
Il progetto prevede uno scafo 34,80 m al galleggiamento, con una larghezza massima di 7,31 m e immersione di pieno carico di 1,10 m. La portata prevista era di 35,72 t, con una capacità di 168 rematori e 40 tra marinai e riserve.
Una prima sezione della nuova nave fu esposta nel corso del 2015 a Venezia, tra le colonne di Piazza San Marco.

## Galleria d'immagini

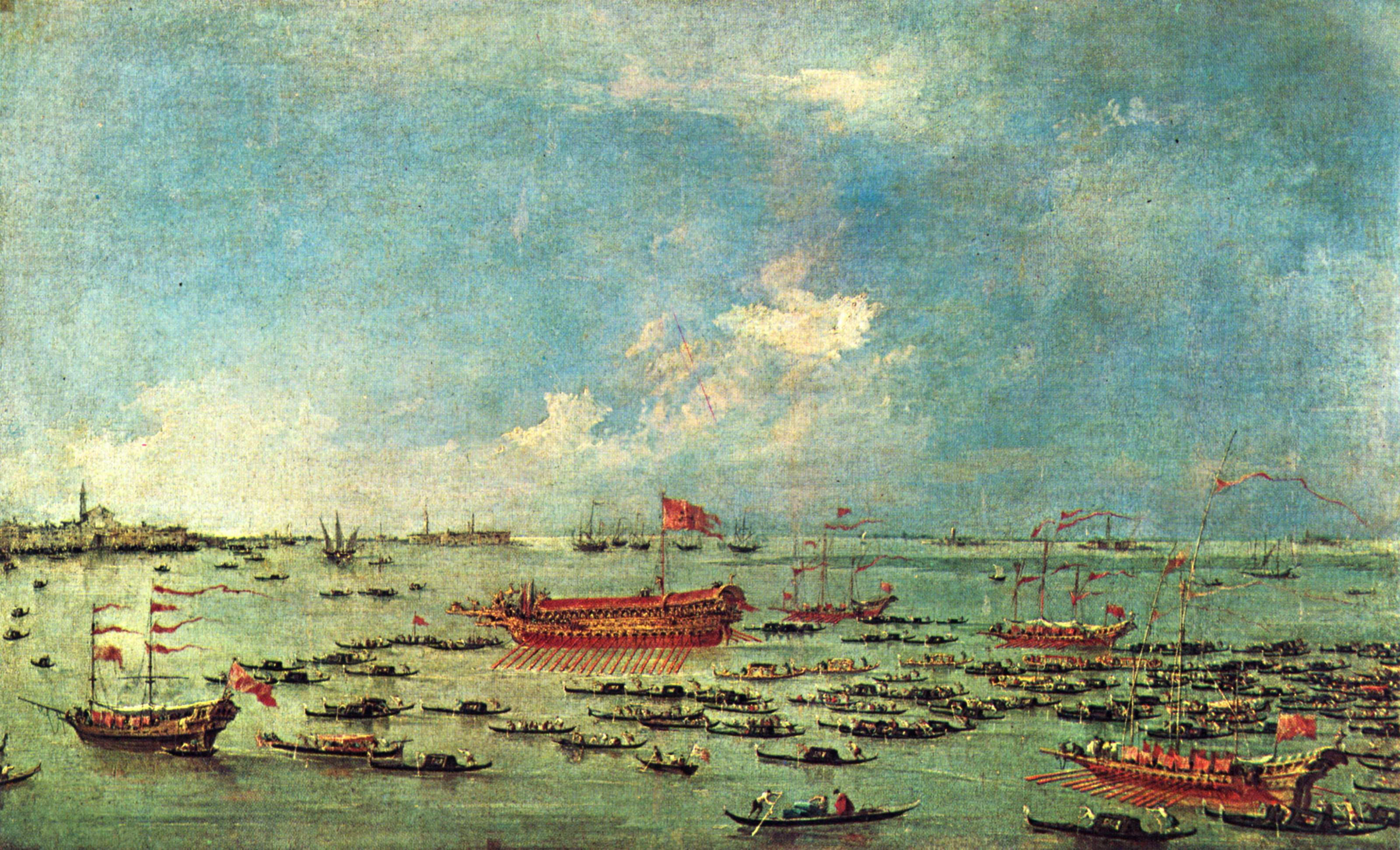
Il viaggio del Bucintoro verso San Nicolò del Lido, in un dipinto di Francesco Guardi (Milano, collezione privata)
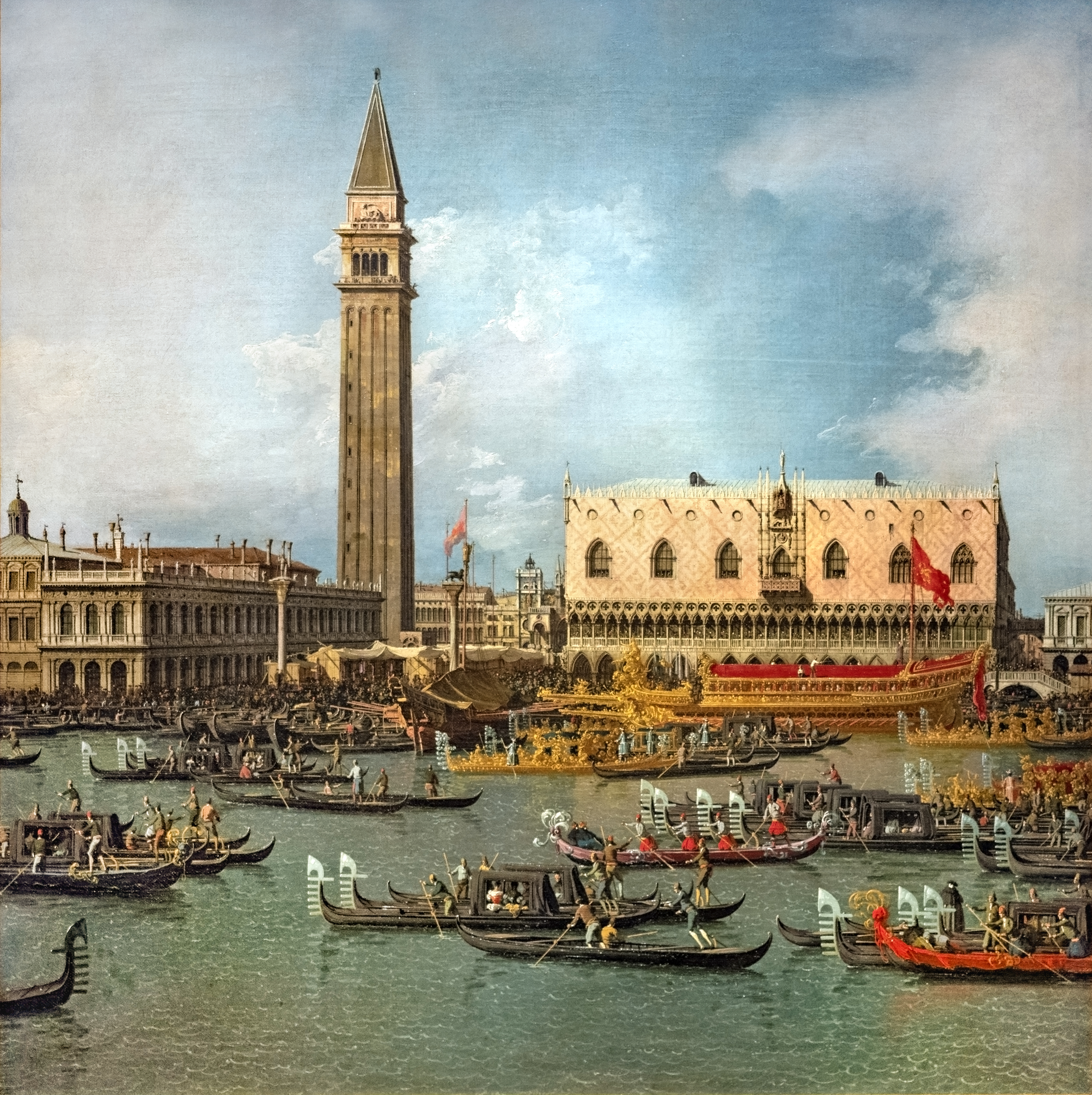
Il ritorno del Bucintoro al molo nel giorno dell'Ascensione, del Canaletto
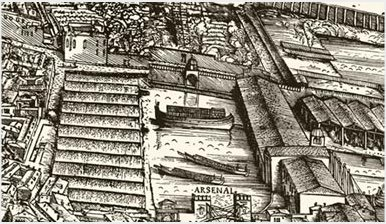
Il Bucintoro rappresentato nella celeberrima Veduta di Venezia di Jacopo de' Barbari, Museo Correr, Venezia.